# لیپنیتسزی
لیپنیتسزی (آلمانی: Liepnitzsee) دریاچه‌ای واقع در واندلیتس و برنا بای برلین در ایالت براندنبورگ آلمان است. 